# Nick Bostrom

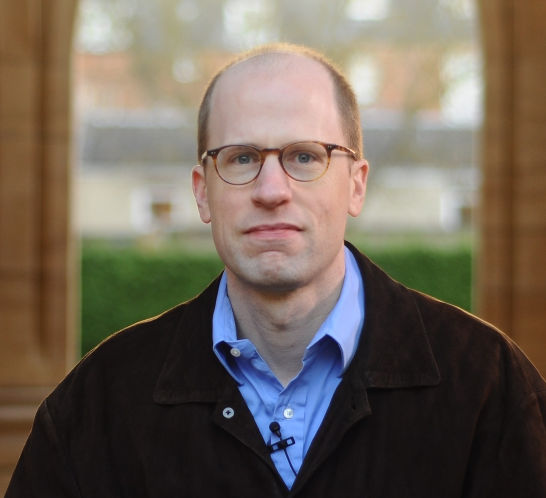
Nick Bostrom (2014)

Nick Bostrom (geboren als Niklas Boström) (Helsingborg, 10 maart 1973) is een Zweeds filosoof die verbonden is aan de Universiteit van Oxford als hoogleraar filosofie, als directeur-oprichter aan het Future of Humanity Institute en als directeur aan het programma over de impact van toekomstige technologie binnen de Oxford Martin School.

## Werkgebied
Hij is bekend voor zijn werk aan het existentieel risico, antropisch principe en de simulatiehypothese.
Bostrom is in 2000 gepromoveerd als Doctor of Philosophy aan de London School of Economics.
Hij is de auteur van zo'n 200 publicaties, waaronder Anthropic Bias (Routledge, 2002), Global Catastrophic Risks (red., OUP, 2008) en Human Enhancement (red., OUP, 2009). Zijn werk is in meer dan 20 talen vertaald. In aanvulling op zijn academische publicaties en zijn schrijven voor de populaire pers, treedt Bostrom veelvuldig op in de media. Hij spreekt dan over aan transhumanistische onderwerpen, zoals klonen, kunstmatige intelligentie, superintelligentie, geestverhuizing, cryonisme, nanotechnologie en de simulatiehypothese.

## Filosofie

### Ethiek van human enhancement
Bostrom staat positief ten opzichte van 'human enhancement" of "zelf-verbetering en menselijke vervolmaking door middel van de ethische toepassing van de natuurwetenschappen". Hij is een criticus van bio-conservatieve opvattingen. Hij heeft een omkeringstest voorgesteld om zo de status quo in bio-ethische discussies over human enhancement te doorbreken.
In 1998 was Bostrom met David Pearce mede-oprichter van de World Transhumanist Association (dat sindsdien zijn naam in Humanity+ heeft veranderd). In 2004 was hij met James Hughes mede-oprichter van het Institute for Ethics and Emerging Technologies. In 2005 werd hij benoemd tot directeur van het aan de Universiteit van Oxford nieuw opgerichte Future of Humanity Institute. Bostrom was in 2009 de ontvanger van de Eugene R. Gannon Award for the Continued Pursuit of Human Advancement. Hij werd in 2009 genoemd in de toplijst van het tijdschrift, Foreign Policy van wereldwijde denkers als erkenning voor het "niet accepteren van grenzen aan het menselijk potentieel"

### Existentieel risico
Bostrom is ingegaan op de filosofische vraag van de lange termijn overleving van de mensheid. Hij definieert een existentieel risico als één waarin een "negatieve uitkomst ofwel het van aarde afkomstige intelligente leven vernietigt ofwel haar potentieel permanent en drastisch inperkt." In het werk uit 2008 "Global Catastrophic Risks", bieden de redacteuren Bostrom en Cirkovic een gedetailleerde taxonomie van existentiële risico's, en verschillende artikelen koppelen existentiële risico's aan waarnemerselectie-effecten en de Fermiparadox. Voor zijn boek over het existentieel risico van superintelligentie liet Bostrom zich inspireren door KI-onderzoeker Eliezer Yudkowsky.

### Antropisch principe
Bostrom heeft betoogd dat het juiste begrip van het antropisch principe door middel van zijn "Strong Self-Sampling Assumption" argument moet verlopen: Elk waarnemer-moment moeten redeneren alsof het willekeurig geselecteerd is uit de klasse van alle waarnemer-momenten in zijn referentieklasse. In deze conceptie moet elk waarnemer-moment worden geanalyseerd alsof het uit een willekeurige steekproef afkomstig is. Analyse van een waarnemers-ervaring in een opeenvolging van "waarnemer-momenten" helpt om bepaalde paradoxen te voorkomen. De belangrijkste ambiguïteit is echter de keuze van de geschikte "referentieklasse". Voor het zwakke antropische principe zou dit kunnen corresponderen met alle reële of potentiële waarnemer-momenten in ons universum. Voor de sterke versie kan het corresponderen met alle waarnemermomenten in het multiversum. Bostroms wiskundige ontwikkeling laat zien dat het kiezen van een te brede of te smalle referentieklase tot contra-intuïtieve resultaten leidt; hij is echter niet in staat om een perfecte keuze voor te schrijven.

### Simulatiehypothese
Aan de oppervlakte is Bostroms simulatiehypothese een voorbeeld van een sceptische hypothese, een voorstel met betrekking tot de aard van de werkelijkheid, dat naar voren wordt gebracht om overtuigingen te bevragen. Als zodanig bestaat er een lange geschiedenis van de onderliggende stelling dat de realiteit van een illusie is. Deze gedachte kan getraceerd worden tot Plato, wiens werk ten grondslag ligt aan het lichaam-geest dualisme van Descartes. Het is ook nauw verwant aan het fenomenalisme. Bostrom heeft echter betoogd dat dit niet het geval is en dat er empirische redenen zijn waarom de 'simulatiehypothese' geldig zou zijn. Hij stelde dat als het mogelijk is om gehele bewoonde planeten of zelfs gehele universa in een computer te simuleren, en dat dergelijke gesimuleerde mensen volledig bij bewustzijn zijn, dat dan het grote aantal van zulke simulaties, dat door een voldoende geavanceerde beschaving kan worden geproduceerd, het (samen met zijn "Strong Self-Sampling Assumption") zeer waarschijnlijk maakt dat wij als mensheid in feite in zo'n simulatie leven.
Bostrom stelt dat ten minste een van de onderstaande uitspraken zeer waarschijnlijk juist is:
1. Geen beschaving zal het technologisch niveau bereiken dat het op grote schaal produceren van gesimuleerde werkelijkheden mogelijk maakt.
2. Geen beschaving, die de bovengenoemde technologische status zal bereiken, zal een aanzienlijk aantal gesimuleerde realiteiten in gang zetten; dit om een aantal mogelijke redenen, zoals het prioriteren van computationele rekenkracht voor andere taken, ethische overwegingen aangaande het "gevangen houden" van zelfbewuste entiteiten in gesimuleerde realiteiten, enz.
3. Elke entiteit met een aan ons vergelijkbare verzameling van ervaringen leeft vrijwel zeker in een simulatie.

De onderstaande vergelijking wordt gebruikt om deze drie stellingen te kwantificeren:
{\displaystyle f_{\textrm {sim}}={\frac {f_{\textrm {p}}NH}{(f_{\textrm {p}}NH)+H}}}
waar:
fp, de fractie van alle beschavingen is, die een technologische capaciteit zal bereiken, die het mogelijk maakt om virtuele werkelijkheden te produceren.
N, het gemiddelde aantal moedersimulaties is dat door bovengenoemde beschavingen zal worden geproduceerd door fp.
H, het gemiddelde aantal individuen is, die in een beschaving hebben geleefd voordat deze beschaving in staat was om werkelijkheidsimulaties te produceren.
fsim, de fractie van alle individuen is, die in een virtuele realiteit leven.
Omdat H zo'n grote waarde heeft, zal ten minste een van de drie onderstaande benaderingen waar zijn:
fp ≈ 0
N ≈ 0
fsim ≈ 1

## Kritiek
Begin 2023 raakte Bostrom in opspraak door een email uit 1995, waarin hij onder andere schreef: "Take for example the following sentence: Blacks are more stupid than whites. I like that sentence and I think it is true."  Na het opduiken van de email nam Bostrom er afstand van.